# Liste der Ramsar-Gebiete in Luxemburg
Die Ramsar-Gebiete in Luxemburg bestehen aus zwei Feuchtgebieten mit einer Gesamtfläche von 17.213 ha, das unter der Ramsar-Konvention registriert ist (Stand April 2022). Das nach dem Ort des Vertragsschlusses, der iranischen Stadt Ramsar benannte Abkommen ist eines der ältesten internationalen Vertragswerke zum Umweltschutz. In Luxemburg trat die Ramsar-Konvention am 15. August 1998 in Kraft.
Zu den Ramsar-Gebieten in Luxemburg zählen viele Typen von Feuchtgebieten wie Flüsse, Bäche, Tümpel, Süßwasserseen, Grundwassersysteme und Süßwasserquellen, Höhlen, Bruch- und Laubwälder, Schilfflächen und Feuchtwiesen, Weideland und Hecken, Moore und Sümpfe.
Im Folgenden sind alle Ramsar-Gebiete in Luxemburg alphabetisch aufgelistet.
| Nr. | Name des Gebiets                     | Bild | Ramsar-Gebietsnr. | Ausweisungs- datum | Fläche (ha) | Höhe (m) | Management- plan                                             | Region                                                                                | Lage                    |
| --- | ------------------------------------ | ---- | ----------------- | ------------------ | ----------- | -------- | ------------------------------------------------------------ | ------------------------------------------------------------------------------------- | ----------------------- |
| 1   | Haff Réimech                         |      | 941               | 15. Apr. 1998      | 313         |          | Nein                                                         | Distrikt Grevenmacher und die ehemalige Gemeinde Wellenstein, heute Gemeinde Schengen | 49,49985° N, 6,36435° O |
| 2   | Vallée de la Haute-Sûre (Luxembourg) |      | 1408              | 8. März 2004       | 16900       |          | Nein, in Abstimmung mit dem namensgleichen Gebiet in Belgien | Luxemburg                                                                             | 49,86743° N, 5,82069° O |